# Parafia Najświętszego Serca Jezusowego w Cieszynie
Parafia pw. Najświętszego Serca Jezusowego – parafia rzymskokatolicka znajdująca się w Cieszynie, w dzielnicy Krasna. Należy do dekanatu Cieszyn diecezji bielsko-żywieckiej. Jest prowadzona przez księży diecezjalnych. W 2005 w granicach parafii zamieszkiwało niespełna 600 katolików.
Kaplicę cmentarną w Krasnej wybudowano w 1901 i należała ona do parafii św. Marii Magdaleny w Cieszynie. Krasną do Cieszyna włączono w 1973 i w tym samym roku ustanowiono stację duszpasterską obejmującą również Mnisztwo. Samodzielną parafię erygowano 2 czerwca 1989. W 2009 msze św. zaczęto odprawiać w nowym budynku kościoła wybudowanym obok starego, który w następnych latach został rozebrany.

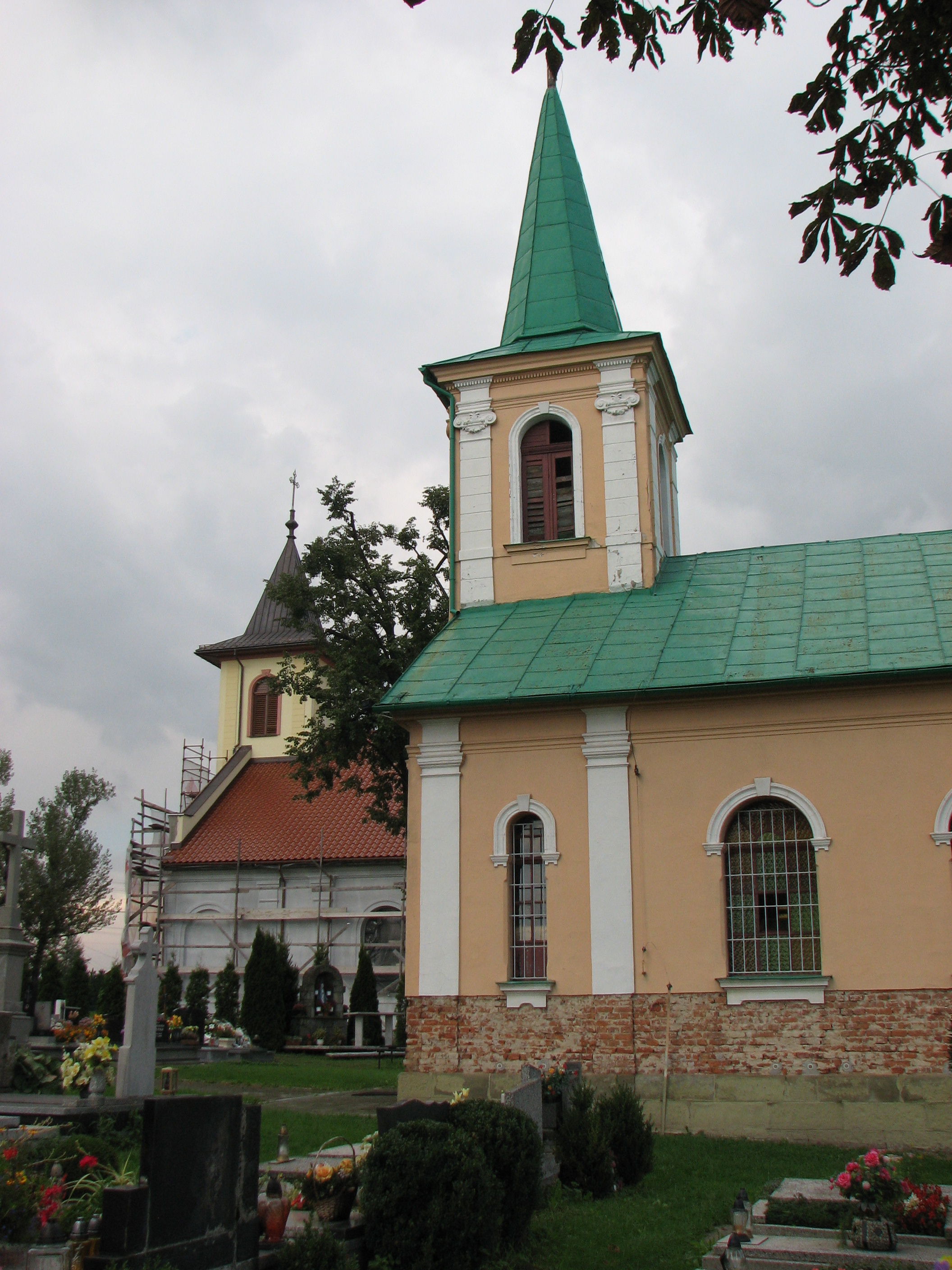
Stary i nowy kościół
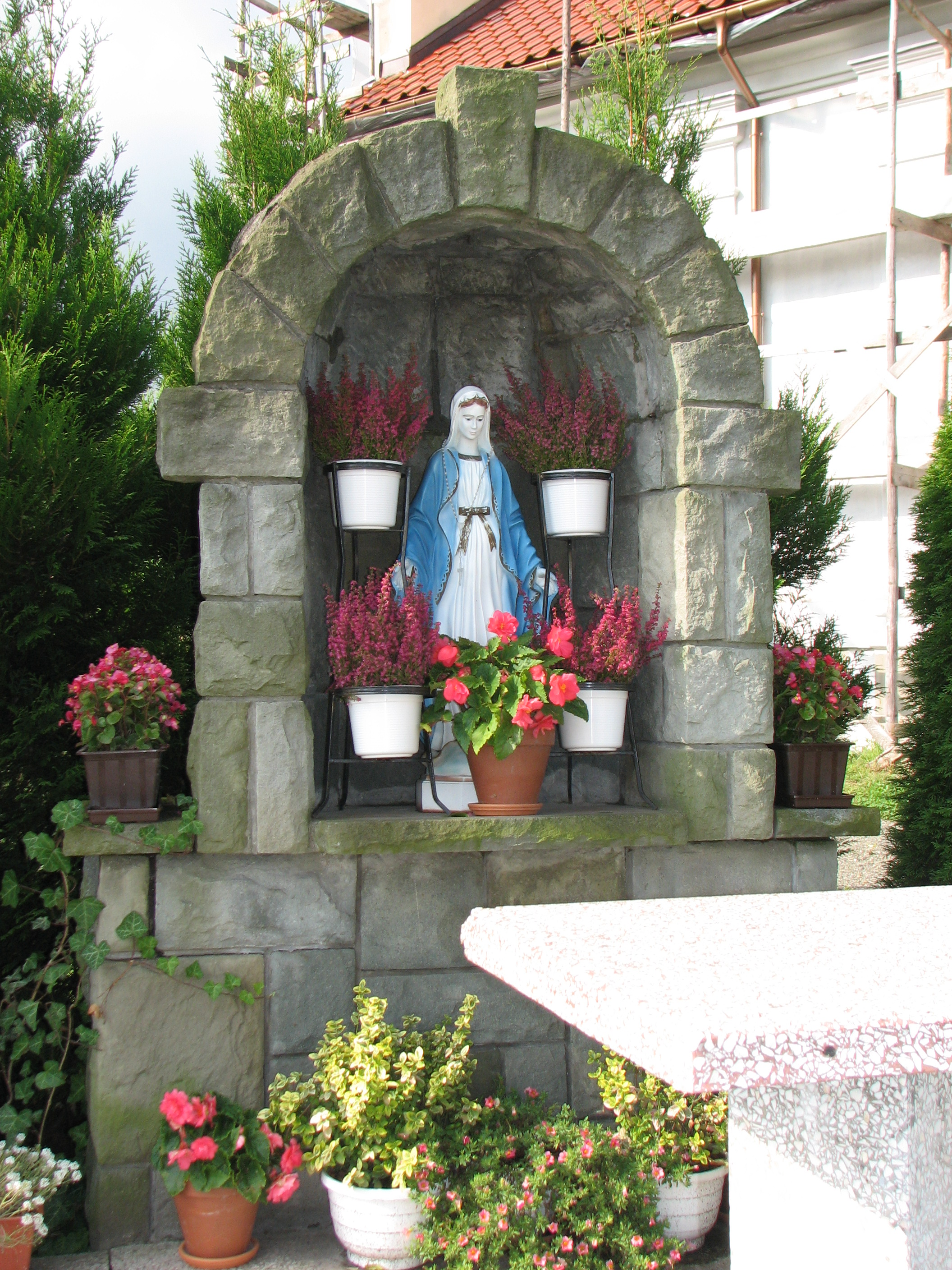